# Solsidan (säsong 6)
Den sjätte säsongen av Solsidan, en svensk TV-serie skapad av Felix Herngren, Jacob Seth Fransson, Ulf Kvensler och Pontus Edgren, hade premiär 20 oktober 2019 på TV4. 

## Avsnitt
| Nr i serien | Nr i säsongen | Titel | Regissör             | Manus                            | Sändningsdatum   | Tittarsiffror (miljoner) |
| --- | ------------- | ----- | -------------------- | -------------------------------- | ---------------- | ------------------------ |
| 51 | 1             | "–"   | Hans Ingemansson     | Niclas Carlsson                  | 20 oktober 2019  | 1,790                    |
| Mickan vill visa hur lyckad hon är, när Suzy, en gammal mobbare från högstadiet, flyttar in på Solsidan. Alex försöker komma på en bra födelsedagspresent åt Anna, som i sin tur är glad för en ny roll i en långfilm.                                       |               |       |                      |                                  |                  |                          |
| 52 | 2             | "–"   | Hans Ingemansson     | Moa Herngren                     | 27 oktober 2019  | 1,392                    |
| Alex blir tvingad att hjälpa Wilma att sälja grillkryddor. Det har börjat några yngre stjärnskott på Freddes jobb som han känner sig hotad av. Annas filminspelning har börjat, men en av motspelarna är inte intresserad av att lära sig sina repliker.     |               |       |                      |                                  |                  |                          |
| 53 | 3             | "–"   | Eddie Åhgren         | –                                | 3 november 2019  | 1,331                    |
| Fredde säger att han har blivit utbränd för att få mer tid till andra intressen. Ove och Anette får sina första hyresgäster i deras källare. Anna och Alex skaffar städhjälp, men Anna tycker det känns som att hon har en slav i hemmet.                    |               |       |                      |                                  |                  |                          |
| 54 | 4             | "–"   | Eddie Åhgren         | Tove Eriksen Hillblom            | 10 november 2019 | 1,294                    |
| Alex börjar tvivla på sig själv när han tillsammans med Anna, reser bort för att få romantisk egentid. Under tiden de är borta, passar Eva och Rune barnen men tappar bort Wilma på affären. Mickan försöker att få Viktors första flickvän att gilla henne. |               |       |                      |                                  |                  |                          |
| 55 | 5             | "–"   | Emma Bucht           | Tove Eriksen Hillblom            | 17 november 2019 | 1,221                    |
| Mickan försöker att få fram Suzys mörka sidor på ett stort mingelevent. Ove får rollen som statist i Annas filminspelning. Alex säger ja till en lunchdejt med en person som han inte är säker på hur de känner varandra.                                    |               |       |                      |                                  |                  |                          |
| 56 | 6             | "–"   | Emma Bucht           | Jacob Seth Fransson              | 24 november 2019 | 1,230                    |
| 57 | 7             | "–"   | Josephine Bornebusch | Moa Herngren                     | 1 december 2019  | 1,193                    |
| 58 | 8             | "–"   | Josephine Bornebusch | Moa Herngren                     | 8 december 2019  | 1,118                    |
| 59 | 9             | "–"   | Josephine Bornebusch | Jacob Seth Fransson              | 15 december 2019 | 0,951                    |
| 60 | 10            | "–"   | Josephine Bornebusch | Niclas Carlsson & Felix Herngren | 22 december 2019 | 1,069                    |